# Javier Terra
Miltón Javier Terra es un judoka uruguayo nacido en 1978 de la categoría. Participó en diferentes torneos como los Juegos Odesur de Buenos Aires 2006 y los Juegos Panamericanos de Río de Janeiro 2007. En este último no pudo sacar ninguna medalla en su primer combate tras caer ante el estadounidense Rick Hawn y en el repechaje cayó ante el puertorriqueño Alexis Chiclana. Tenía previsto participar en los Juegos Olímpicos de Beijing 2008, aunque su participación no ha sido concretada. En una entrevista Javier dijo, que su padre y su abuelo también eran judokas y por eso lo lleva por herencia.
- Datos: Q5928262